# Philippe Bracaval
Philippe Bracaval (Kortrijk, 14 december 1957) is een Belgisch politicus voor de MR en  lid van het Waals Parlement.

## Levensloop
Beroepshalve werd Bracaval leerkracht en vertaler. 
In 1994 werd hij voor de toenmalige PRL verkozen tot gemeenteraadslid van Moeskroen. Sinds 2012 hij er schepen, zij het van 2017 tot 2018 titelvoerend.
Van 2007 tot 2009 was hij ook lid van het Waals Parlement en van het Parlement van de Franse Gemeenschap ter opvolging van Jean-Luc Crucke. Toen Crucke in juli 2017 minister in de Waalse Regering werd, keerde Bracaval terug naar beide parlementen. Ditmaal bleef hij er zetelen tot in december 2018, toen hij het Waals Parlement moest verlaten wegens de decumul die in werking trad.
Zijn broer Guy Bracaval is arrondissementscommissaris in Moeskroen (sinds 1997). Beiden gingen in het Nederlands naar school bij de Broeders Maristen in Moeskroen.
1. ↑  (fr) Meneer le commissaire Bracaval. La Dernière Heure. Geraadpleegd op 11.05.2021.